# Siamese (gatto)
Il siamese è un gatto di origine asiatica, del Siam (l'odierna Thailandia), dal corpo elegante e longilineo e la particolare testa triangolare. Il balinese è la sua versione a pelo semi-lungo.

## Storia

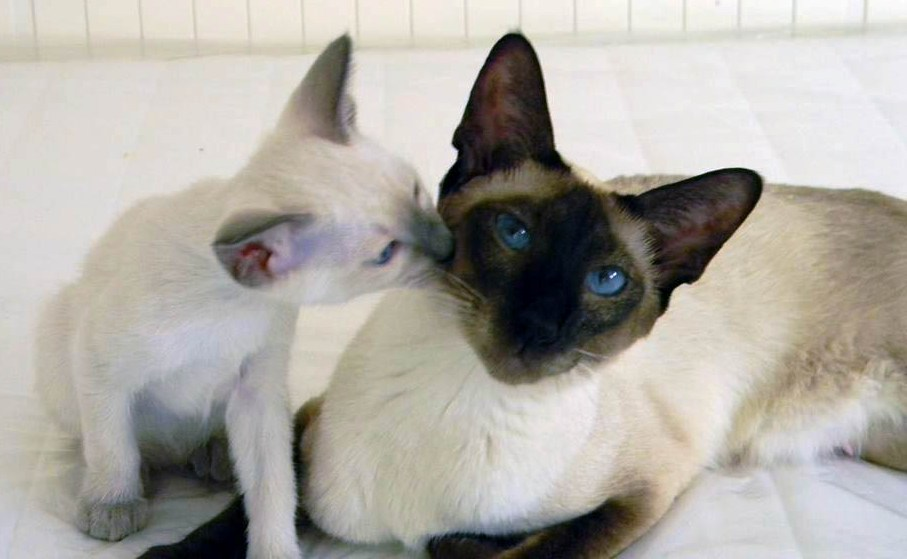
Siamese seal point

Il siamese sbarcò in Europa per la prima volta nel 1871 all'esposizione di gatti di Londra. Nel 1880 il re del Siam regalò due coppie di siamesi a Owen Gould, console inglese a Bangkok, che ne fece mostra a Londra. Nel 1890 raggiunsero anche l'America, dove ebbero enorme successo, tanto che agli inizi del XX secolo la razza era tra le più amate. Inghilterra e Thailandia sono rimaste però per tanto tempo le due patrie di maggior selezione e diffusione del siamese, con il tempo utilizzato per ibridare moltissime altre razze. Per un lungo periodo il suo successo fu oscurato da razze che vedevano nel siamese la loro nascita (quelle a occhi azzurri). Negli anni sessanta la voglia di rinnovamento toccò anche questa razza, che venne modificata ed estremizzata: nacque così il siamese attuale.

## Standard
- Taglia: il siamese è un gatto di taglia media, originariamente (agli inizi del Novecento fino alla fine degli anni cinquanta) era un gatto con tratti moderatamente orientali. Il siamese di oggi è un gatto lungo e spigoloso, ma sempre di taglia media.
- Zampe: lunghe e sottili con piedi piccoli e ovali.
- Collo: slanciato, muscoloso e arcuato, anche la coda che deve essere molto lunga e sottile.
- Testa: è molto tipica, di forma triangolare è caratterizzata dall'allineamento tra la punta del naso e le grandi orecchie larghe alla base e lunghe attaccate basse. Profilo a forma di cuneo.
- Occhi: di forma ovale o a mandorla e posizionati in obliquo rispetto alla canna nasale. Il loro colore blu, più profondo e puro, è addirittura leggendario.
- Mantello: setoso, sottile e molto aderente al corpo.
- Colori: il corpo del siamese è di colore uniforme bianco-crema con zone di colorazione più scure chiamate points che ricoprono orecchie, maschera, coda, zampe e parte degli arti. Vi sono diverse colorazioni di point (seal, blue, chocolate, lilac, tortie, tabby blue/crema, rosso e crema). I point possono variare intensità di colore a seconda della temperatura in cui un esemplare è cresciuto. Un siamese cresciuto in un ambiente fresco avrà point più scuri e viceversa.

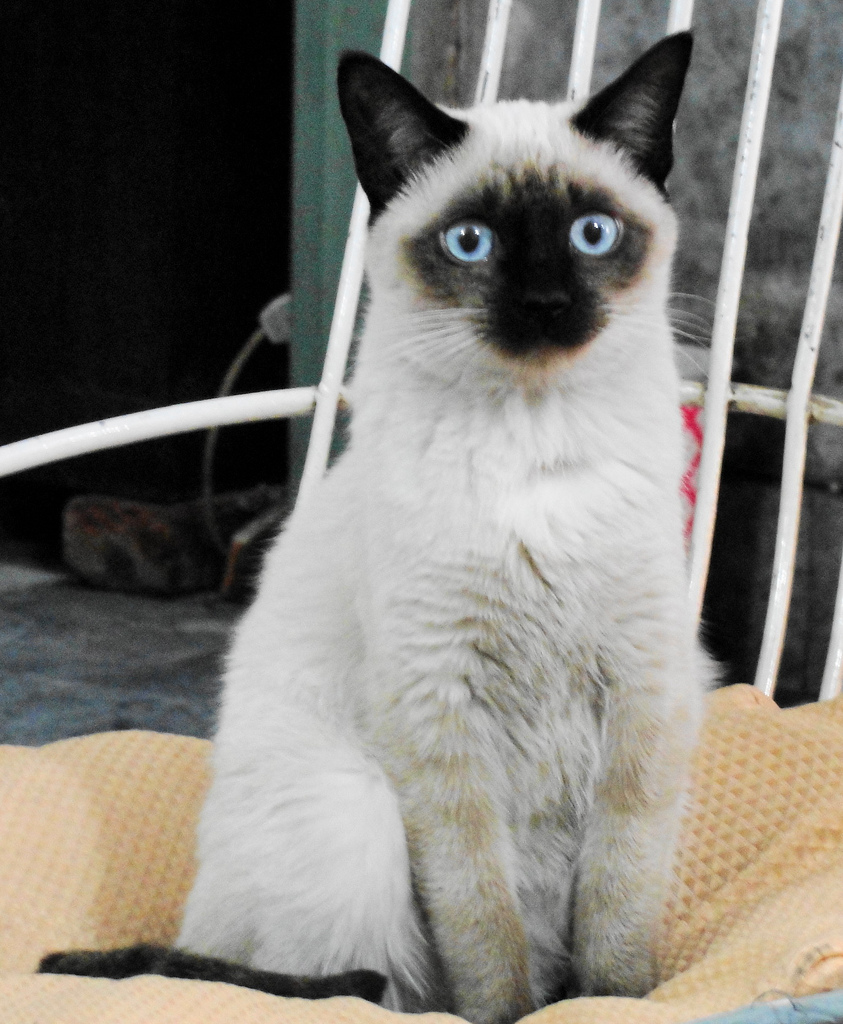
Esemplare femmina seal point

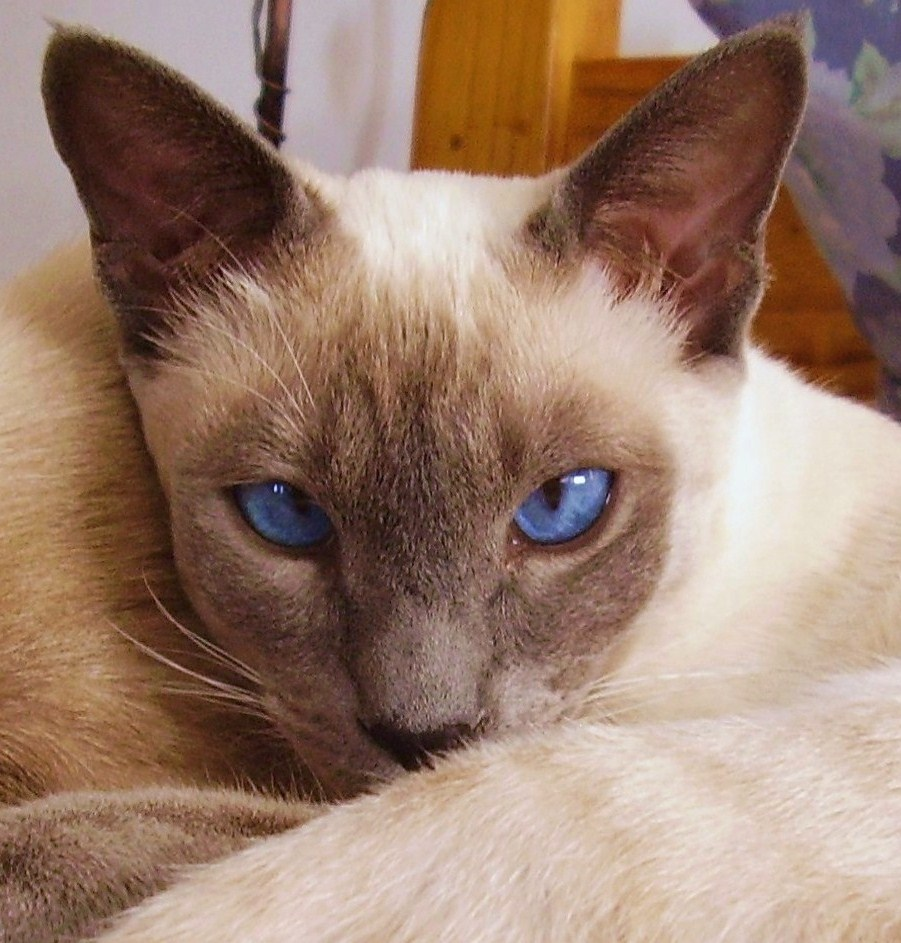
Esemplare Blue Point

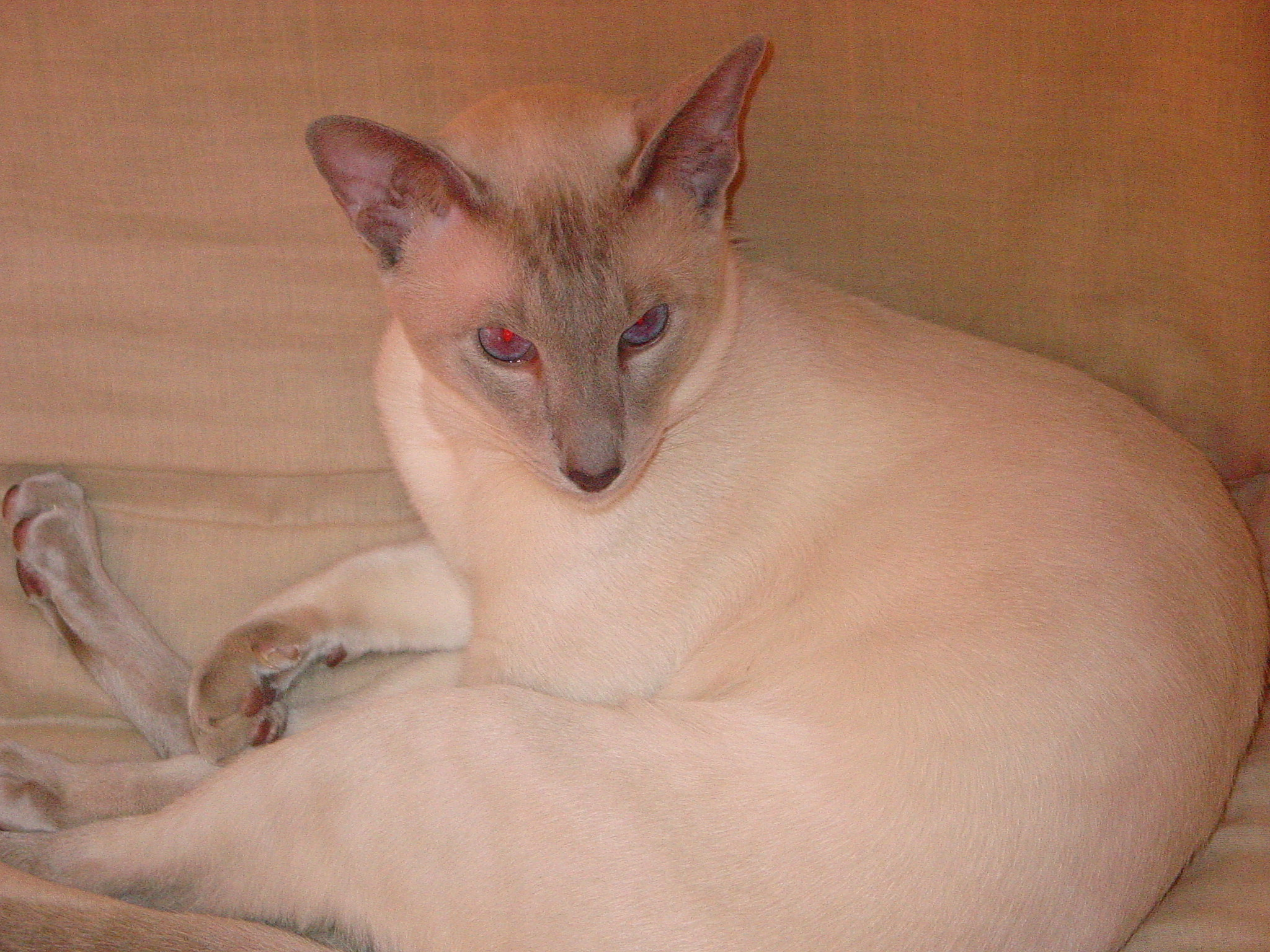
Esemplare Lilliac point

## Carattere e cure
È un gatto estroverso e di indole vivace, molto comunicativo. Instaura un rapporto molto esclusivo con gli umani che meritano la sua simpatia. Pur essendo un gatto molto affettuoso non è adatto a tutti.
Grazie a questa caratteristica è però un micio che riesce quasi a dialogare con le persone. Questa capacità è data dall'abilità del felino di modulare chiaramente la sua voce e i suoi miagolii in base alle sue esigenze, dote propria della razza e molto meno percettibile negli altri gatti. Decisamente agile e longilineo, fa acrobazie dentro casa e la sua energia deve trovare sfogo nel gioco, per poi appollaiarsi sulle spalle di chi gli sta accanto e passare con lui tutta la serata. Con un pelo molto morbido e setoso non necessita di particolari cure se non del passaggio di un panno di daino per lucidare il pelo e togliere i peli morti. L'alimentazione deve essere proteica e di alta qualità, non affidarsi quindi al fai da te ricco unicamente di carboidrati.